# Opisthoncus confinis
Opisthoncus confinis är en spindelart som beskrevs av Koch L. 1881. Opisthoncus confinis ingår i släktet Opisthoncus och familjen hoppspindlar. Inga underarter finns listade i Catalogue of Life.